# جمهوری جدید
جمهوری جدید (انگلیسی: New Republic) یک دولت خیالی در جنگ ستارگان است.